# حمیده عباسعلی
حمیده عباسعلی (زادهٔ ۲۳ اسفند ۱۳۶۸ در شهر ری) کاراته‌کای زن ایرانی است. عباسعلی چند سالی است که عضو و کاپیتان تیم ملی جمهوری اسلامی ایران است. وی دارای نقره و برنز جهانی و چندین مدال آسیایی و جایزه بزرگ است. عباسعلی بعد از المپیک مصدوم و تا فعلاً نتوانست تمرینات خود را ادامه دهد.

## مسابقات قهرمانی جهان
در سال ۲۰۱۴ میلادی، سال ۱۳۹۳ شمسی، حمیده عباسعلی کاراته‌کای وزن ۶۸+ کیلوگرم در فینال کمیتهٔ انفرادی، دو بر یک به شیما ابوزید از مصر باخت و نایب قهرمان جهان شد. او برای رسیدن به فینال، لورا پرادلی از بلژیک (سه بر صفر)، پالاسیو گونزالز از اسپانیا (یک بر صفر)، تانیا نورتان از هلند (یک بر صفر) و بارتا نیکولا از مجارستان (یک بر صفر) را شکست داده بود. عباسعلی نخستین زن ایرانی شد که کشورش را به مدال جهانی کاراته رسانده‌است. در مسابقات امارات متحده عربی در ۲۹ بهمن ۱۳۹۶ (۱۸ فوریه ۲۰۱۸) در بخش بانوان و در کمیته انفرادی وزن به اضافه ۶۸ کیلوگرم لیگ جهانی کاراته، حمیده عباسعلی در دیدار رده‌بندی با برتری ۲–۱ مقابل «ماریا تورس» اسپانیایی به نشان برنز دست یافت. او در مسابقات کاراته وان شیلی در ژانویه ۲۰۲۰ با غلبه بر نماینده چین در فینال مسابقات، به مدال طلای جهان دست یافت. او همچنین در فینال وزن ۶۸+ کیلوگرم لیگ جهانی کاراته وان در اتریش با پیروزی ۱–۲ مقابل حریف ایتالیایی ضمن کسب مدال طلا، توانست سهمیه المپیک ۲۰۲۰ توکیو را نیز به دست آورد.

## مصدومیت
حمیده عباسعلی در جریان دیدار فینال وزن ۶۸+ کیلوگرم رقابت‌های لیگ جهانی کاراته وان در سالزبورگ اتریش، در ثانیه‌های پایانی مبارزه برابر سیلیکو فراکوتی از ایتالیا در زمان حمله حریف و در حالی که قصد دفاع داشت، با مصدومیت شدید زانو مواجه شد. با این وجود او توانست با برتری ۲ بر ۱ به مدال طلا برسد و سهمیه المپیک ۲۰۲۰ را قطعی کند اما شدت مصدومیت او به حدی بود که با کمک دیگران تاتامی را ترک کرد و بلافاصله راهی بیمارستان شد. پزشکان اتریشی پس از گرفتن MRI، آسیب دیدگی وی را شدید تشخیص دادند و اعلام کردند باید حداقل شش هفته استراحت مطلق داشته باشد و پس از آن اقدامات درمانی را آغاز کند.
عباسعلی پس از قریب به یک سال دوری از میادین ورزشی به علت آسیب دیدگی، در اولین حضور خود در سال ۲۰۲۱ روی تاتامی که در رقابت‌های لیگ جهانی کاراته وان لیسبون رقم خورد، موفق شد با پیروزی مقابل نماینده یونان، مدال برنز رقابت‌ها را از آن خود کند.
وی پس از این مسابقات در رده اول وزن خود در رنکینگ جهانی و در جایگاه دوم در رنکینگ المپیکی قرار گرفت.